# Naoyoshi Fukumoto
Naoyoshi Fukumoto (født 10. maj 1987) er en tidligere japansk fodboldspiller.
Han har spillet for flere forskellige klubber i sin karriere, herunder Fagiano Okayama.